# Johannisstraße (Dessau)
Die Johannisstraße an der Dessauer Johanniskirche ist eine Straße in der Neustadt von Dessau-Roßlau nördlich des Stadtparks. Im Süden geht sie von der Kavalierstraße (zeitweilig: Wilhelm-Pieck-Straße) ab und endet im Norden an der Ferdinand-von-Schill-Straße. Die Hausmannstraße und die Stiftstraße gehen von ihr ab. Das Palais Minckwitz (Johannisstraße 10), die Johanniskirche und das Pfarrhaus (Nr. 11), das Palais Bose (Nr. 13), die Alte Bäckerei (Nr. 17) und das Schwabehaus (Nr. 18) liegen an der Straße. Viele Gebäude an der Johannisstraße sind denkmalgeschützt, so auch der Handwerkerhof Johannisstraße 6.
In der Johannisstraße ereignete sich im Mai 2016 der Mordfall Li Yangjie.

## Galerie

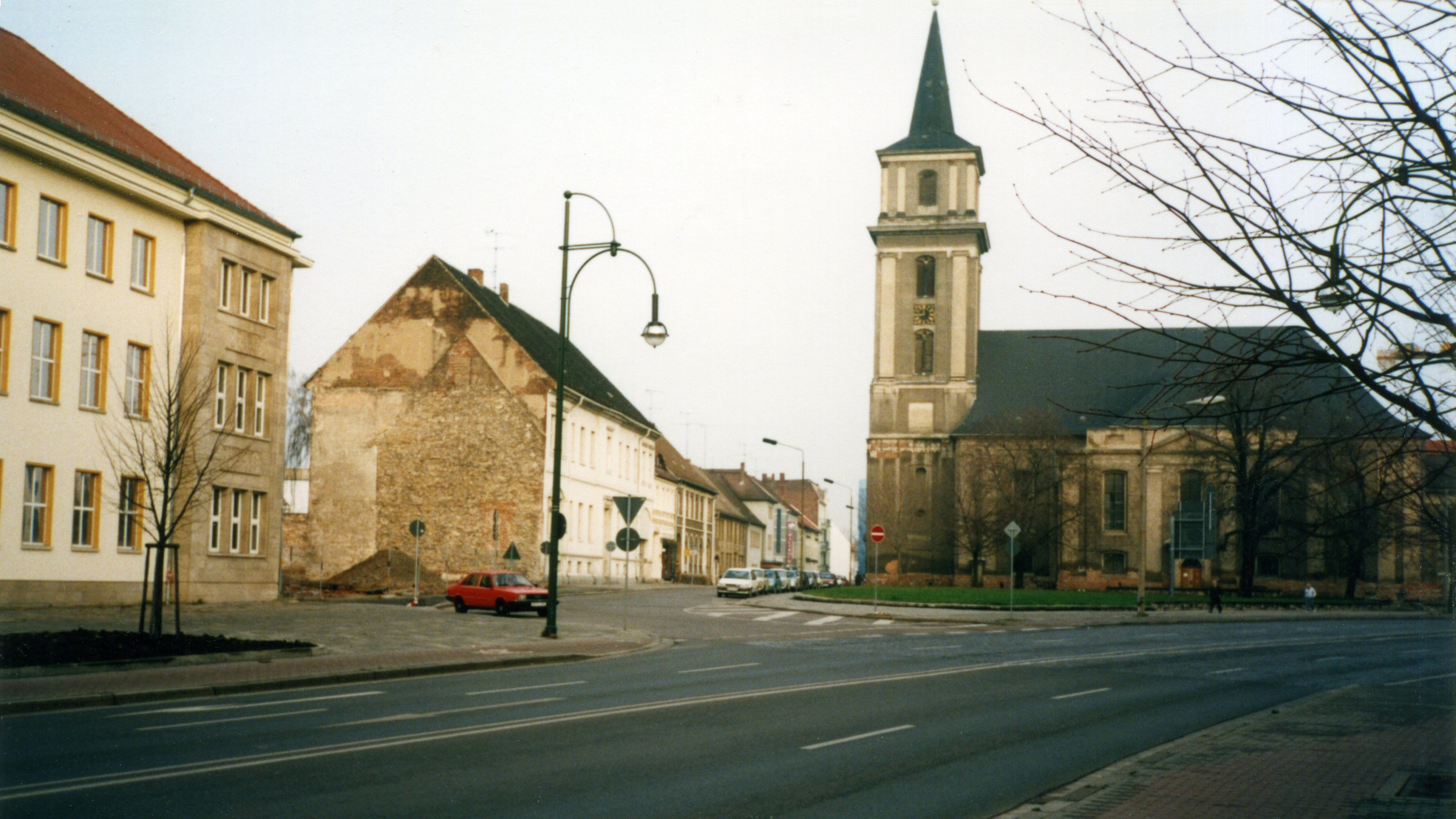
Die Johannisstraße 1995
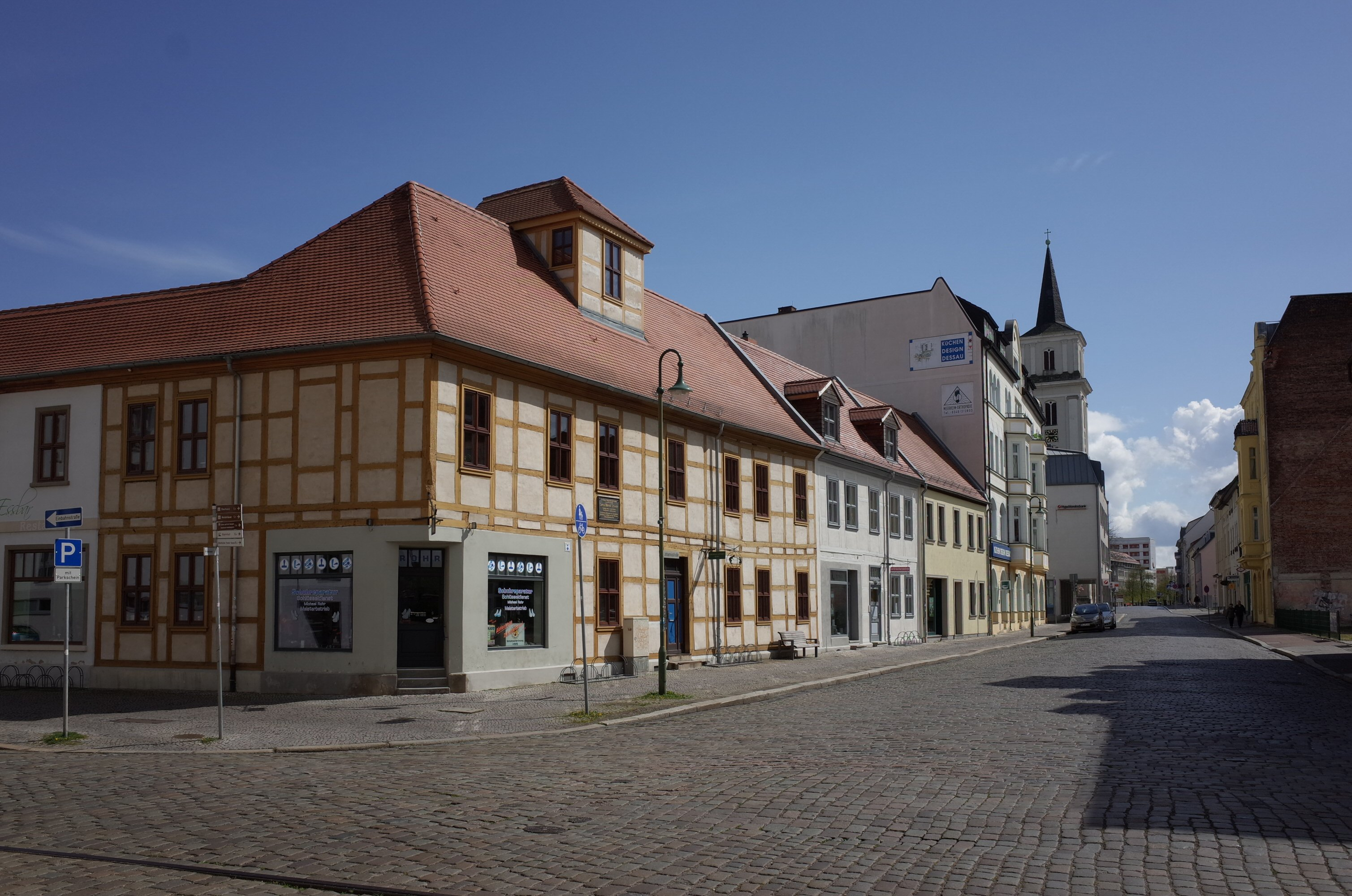
Blick auf das Schwabehaus in der Johannisstraße
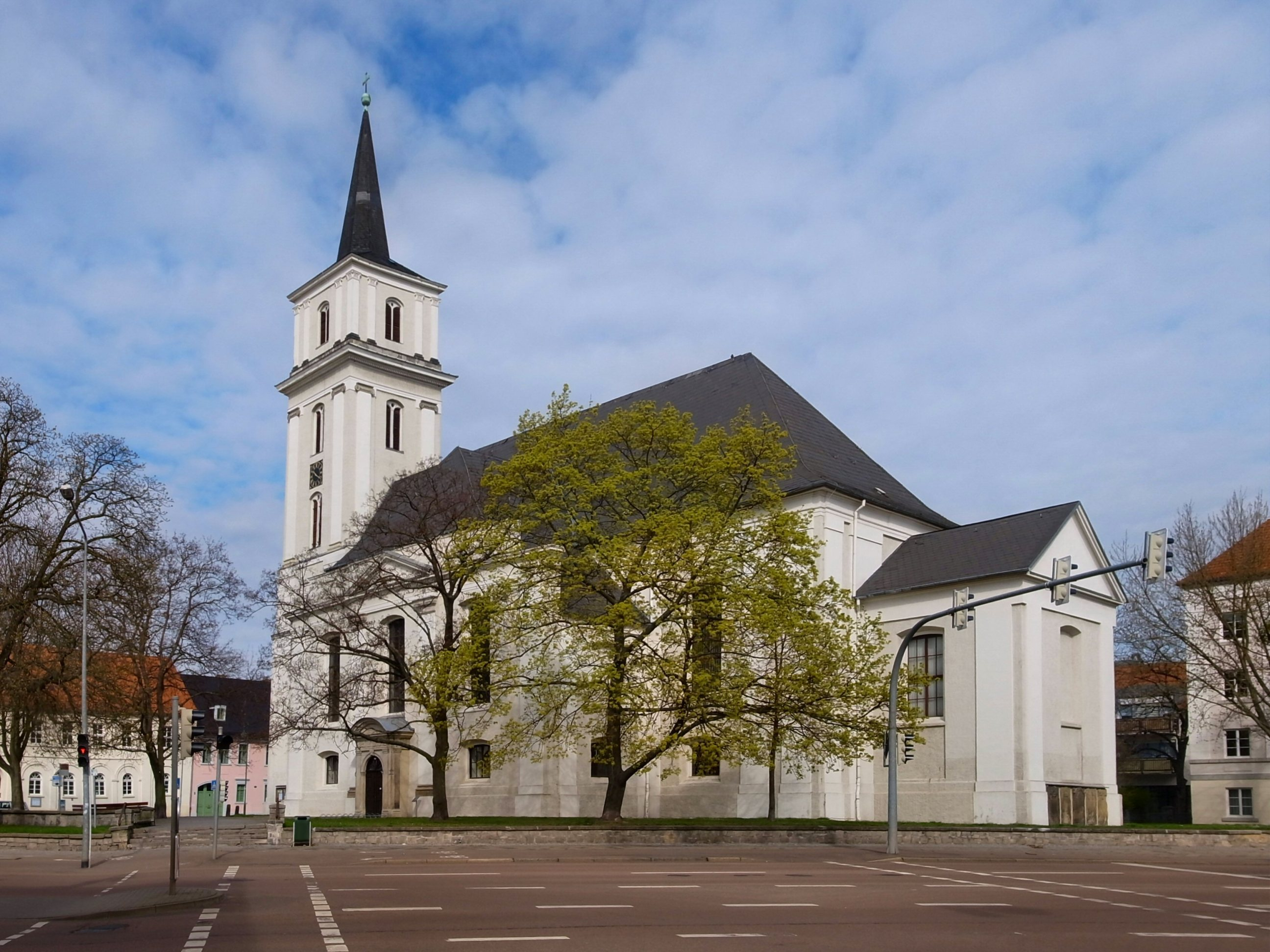
Johanniskirche
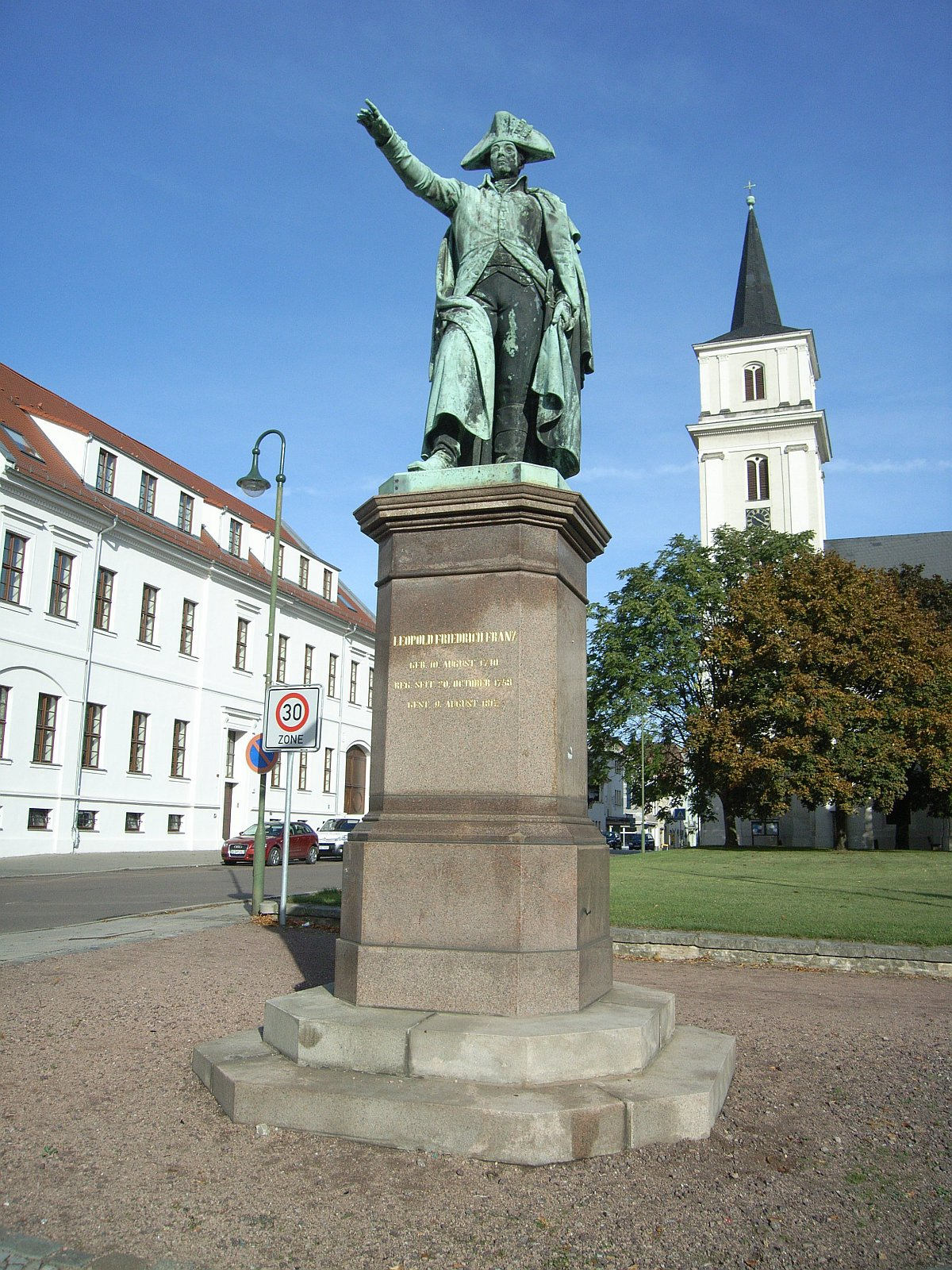
Standbild Fürst Leopold III. Friedrich Franz
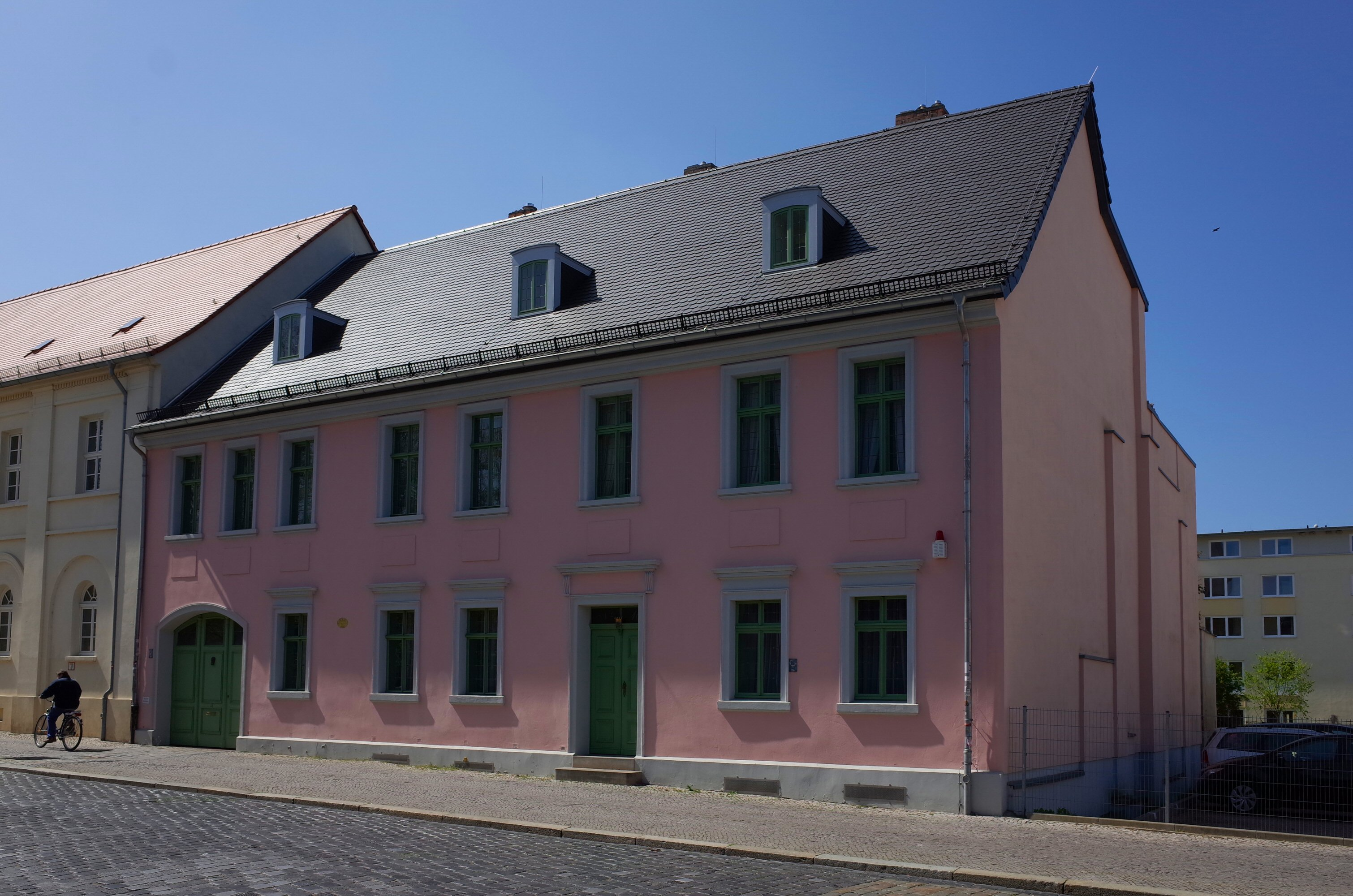
Palais Minckwitz (Johannisstraße 10)
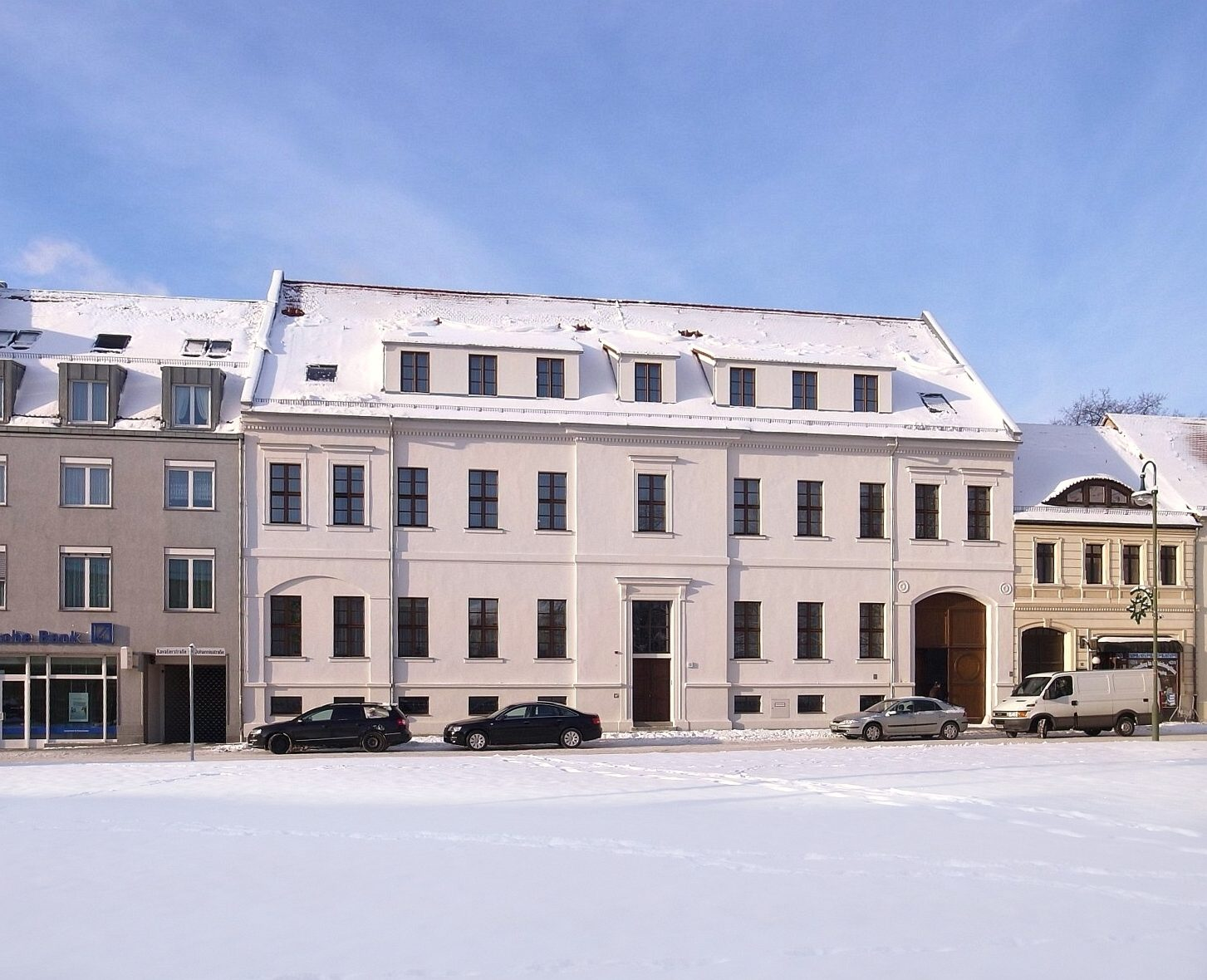
Palais Bose
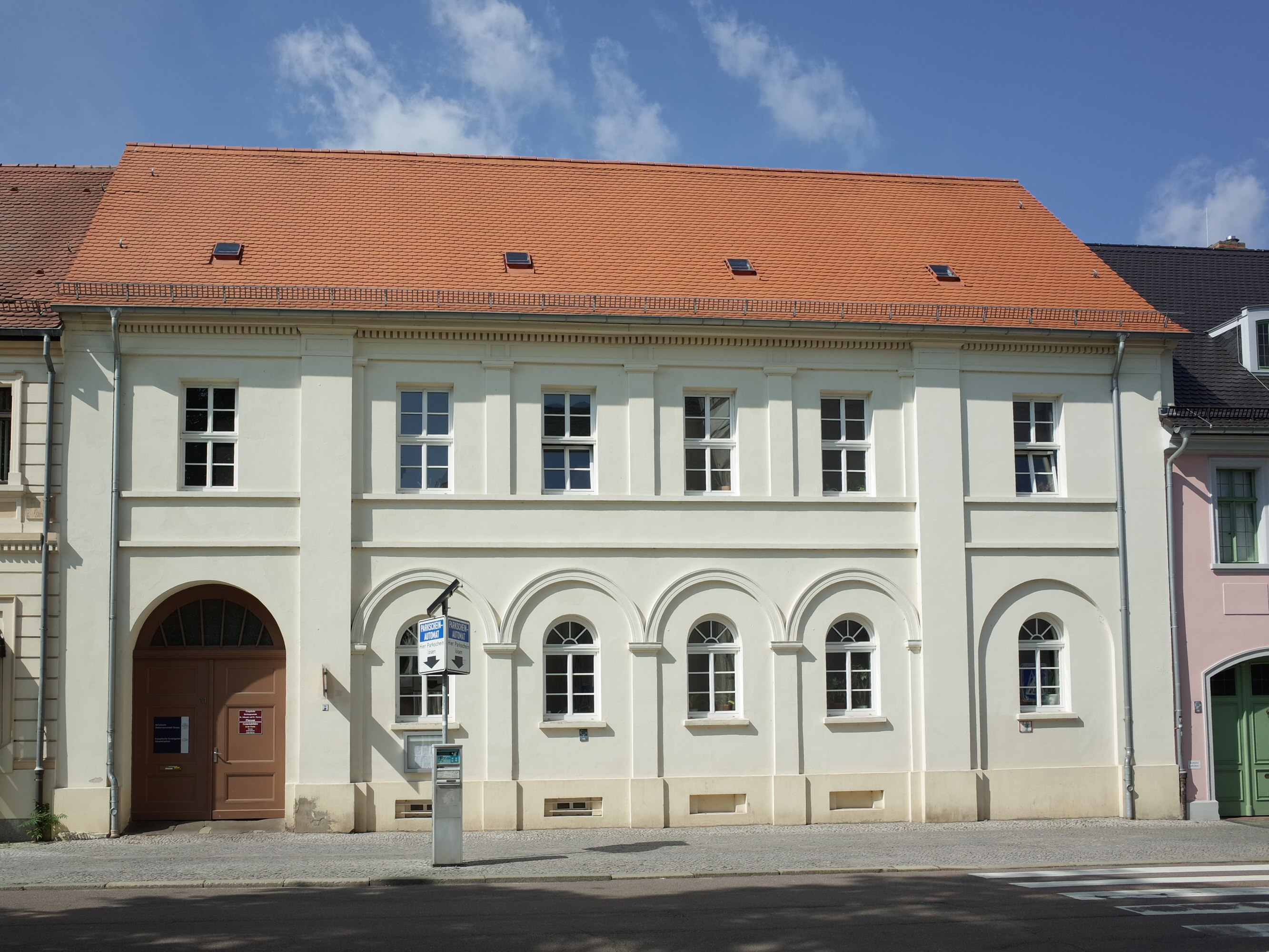
Pfarrhaus